# Раскатово
Раскатово — село в Марксовском районе Саратовской области, в составе Приволжского муниципального образования. Основано как немецкая колония Роледер в 1767 году. Население — 1188 (2010).

## История
Основано 27 августа 1766 года. Первые поселенцы — 46 семей из Баварии, Пфальца и Цвайбрюкена. Вызывательская колония Леруа и Питета. Названа по фамилии первого старосты. До 1917 года колония относилась к Тонкошуровскому колонистскому округу, позднее Тонкошуровской, затем Караманской волости Новоузенского уезда Самарской губернии.
Церковная община относилась к католическим приходам Мариенталь, Роледер. В 1848 году построена каменная церковь.
В 1774 году колония разорена киргиз-кайсаками.
После образования трудовой коммуны (автономной области) немцев Поволжья и до ликвидации АССР немцев Поволжья в 1841 году село относилось к Тонкошуровскому, затем Красноярскому району, после перехода к кантонному делению к Красноярскому кантону, в период с 1927 по 1935 Мариентальскому кантону.
В голод 1921 года в селе родилось 109, умерли 273 человек. В 1926 году в селе имелись сельсовет, кооперативная лавка, сельскохозяйственное кредитное товарищество, машинное товарищество, начальная школа. В период коллективизации организован колхоз «Ротер Октобер».
28 августа 1941 года был издан Указ Президиума ВС СССР о переселении немцев, проживающих в районах Поволжья. Немецкое население депортировано в Сибирь и Казахстан, село,, как и другие населённые пункты Красноярского кантона было включено в состав Саратовской области. Село переименовано в Раскатово.

## География
Село находится в Низком Заволжье, в пределах Сыртовой равнины, относящейся к Восточно-Европейской равнине, на правом берегу реки Большой Караман. Высота центра населённого пункта — 50 метров над уровнем моря. В окрестностях населённого пункта распространены тёмно-каштановые солонцеватые и солончаковые почвы.
По автомобильным дорогам расстояние до областного центра города Саратова — 79 км, до районного центра города Маркс — 34 км.

### Климат
Климат умеренный континентальный (согласно классификации климатов Кёппена — Dfa). Многолетняя норма осадков — 456 м. Наибольшее количество осадков выпадает в ноябре и декабре — по 46 мм, наименьшее в марте — 27 мм. Среднегодовая температура положительная и составляет + 6,7 °С, средняя температура самого холодного месяца января −10,1 °С, самого жаркого месяца июля +23,0 °С.

### Часовой пояс
Раскатово, как и вся Саратовская область, находится в часовой зоне МСК+1. Смещение применяемого времени относительно UTC составляет +4:00.

## Население
| 1767  | 1773  | 1788  | 1798  | 1816  | 1834  | 1850  |
| ----- | ----- | ----- | ----- | ----- | ----- | ----- |
| 155   | ↗208  | ↘183  | ↗219  | ↗316  | ↗586  | ↗940  |
| 1859  | 1883  | 1889  | 1897  | 1905  | 1910  | 1920  |
| ↗1174 | ↗1290 | ↗1623 | ↗1835 | ↗2267 | ↗2527 | ↘2354 |
| 1922  | 1923  | 1926  | 1931  | 2002  | 2010  |       |
| ↘1416 | ↘1322 | ↗1665 | ↗2268 | ↘1104 | ↗1188 |       |

### Национальный состав
В 1931 году 100 % населения села составляли немцы.

### Известные люди
В селе родилась Шинкоренко, Екатерина Петровна — Герой Социалистического Труда.